# Veliki Antili
Veliki Antili (špansko Grandes Antillas ali Antillas Mayores; francosko Grandes Antilles; angleško Greater Antilles; haitijska kreolščina Gwo Zantiy; jamajška kreolščina Grieta hAntiliiz) so skupina večjih otokov v Karibskem morju, vključno s Kubo, Hispaniolo, Portorikom in Jamajko, skupaj z otokom Navassa in Kajmanskimi otoki. Sedem otoških držav si deli regijo Velikih Antilov, Haiti in Dominikanska republika pa si delita otok Hispaniola. Skupaj z Malimi Antili sestavljajo Antile, ki skupaj z Lukajskim arhipelagom tvorijo Zahodno Indijo v karibski regiji obeh Amerik.
Na tem območju so štiri neodvisne države. Kuba in Jamajka zavzemata celotno območje istoimenskih otokov, Haiti in Dominikanska republika pa imata kopensko mejo na otoku Hispaniola. Portoriko je čezmorsko ozemlje Združenih držav Amerike, Kajmanji otoki pa so čezmorsko ozemlje Združenega kraljestva.
Največji otok po površini je Kuba, ki je podolgovata in leži na zahodu Velikih Antilov. Portoriko leži na skrajnem vzhodnem delu otočja. V osrednjem delu Veliki Antilov je Hispaniola, ki je najbolj poseljen otok. Južno od vzhodnega dela Kube je Jamajka, Kajmanji otoki pa ležijo južno od zahodnega dela Kube. Velikim Antilom najbližji del celine je ameriška zvezna država Florida, ki leži severno od osrednjega dela Kube.

## Zgodovina
Ime Antili izhaja iz časov, ko Evropejci še niso odkrili Novega sveta. Na srednjeveških evropskih zemljevidih je pogosta uporaba imena Antilia za označevanje neznanih oziroma domnevnih čezmorskih ozemelj. Njihova lega je bila večinoma med Karibi in Evrazijo, vključevala pa so tako otoke kot celinska območja. Krištof Kolumb je med svojo prvo odpravo v Ameriko plul južno od Bahamov in priplul do severnih obal Hispaniole in Kube.
Evropska kolonizacija Velikih Antilov se je začela v 16. stoletju, ko so bili pripeljani številni sužnji iz Afrike. Francozi so po letu 1625 prevzeli oblast nad Haitijem, kar je prispevalo k razdelitvi otoka Hispaniola na dva dela. Tri desetletja pozneje so Britanci sprožili invazijo na Jamajko in porazili španske kolonizatorje na tem otoku. Španci so Portoriko kolonizirali v zgodnjem 16. stoletju. Čeprav so obstajali sporazumi o zaščiti pravic domorodnega prebivalstva, so bili v zgodnjih letih španske kolonizacije nekateri pripadniki staroselskega ljudstva Taino podvrženi suženjstvu.
Haitijska revolucija je bila sprožena s strani sužnjev, ki so se sami rešili iz suženjstva. Potekala je med letoma 1791 in 1804 ter je predstavljala edini uspešen upor domorodnega prebivalstva proti suženjstvu in kolonizaciji, saj so bili Haitijci priznani kot samostojen narod. Šlo je za prvi tovrsten primer na območju Velikih Antilov, Karibov in Latinske Amerike. Leta 1825, ko ga je priznala Francija, je Haiti dokončno postal mednarodno priznana država.
Dominikanska republika si je neodvisnost od Španije pridobila leta 1821, vendar pa jo je kmalu zatem okupiral Haiti, ki si je prizadeval za enotnost otoka Hispaniola. Dominikanska republika si je povrnila samostojnost z vojno proti Haitiju, ki je potekala med letoma 1844 in 1856. Španija je oblast nad Kubo in Portorikom prepustila Združenim državam Amerike, ko se je leta 1898 končala špansko-ameriška vojna. Hkrati se je končala tudi kubanska vojna za neodvisnost. Združene države Amerike so do leta 1902 obdržale vojaško oblast nad Kubo, ki je z njenim končanjem postala samostojna država. Portoriko je še naprej odvisno ozemlje Združenih držav Amerike, njegovi prebivalci pa od leta 1917 imajo pravico do ameriškega državljanstva.
Kubanska revolucija med letoma 1953 in 1959 se je končala z vzpostavitvijo edine socialistične države na območju Velikih Antilov. Jamajka si je neodvisnost od Združenega kraljestva pridobila avgusta 1962 ter je še naprej najnovejša suverena država na območju Velikih Antilov. Kljub suverenosti je Jamajka še naprej članica Skupnosti narodov.

## Geografija in prebivalstvo
Veliki Antili so otočje, ki je sestavljeno iz štirih velikih otokov in večjega števila manjših otokov. Kuba je po površini največji otok Velikih Antilov, pa tudi Latinske Amerike in Karibov, sledi pa ji Hispaniola. V geološkem smislu so del Velikih Antilov tudi Deviški otoki, vendar pa so iz političnih razlogov obravnavani kot del Malih Antilov. Veliki Antili imajo skupno površino 207.411 km², kar je skoraj 90 odstotkov skupne površine vseh otokov v Karibskem morju, prav tako pa vsebujejo več kot 90 odstotkov prebivalstva tega območja.
Vzhodno in južno od Velikih Antilov ležijo Mali Antili, ki se na vzhodu raztezajo v smeri s severa proti jugu, na jugu pa v smeri z vzhoda proti zahodu. Vzhodno od Velikih Antilov predstavljajo Mali Antili naravno mejo med Karibskim morjem in osrednjim delom Atlantskega oceana, južno pa se raztezajo vzdolž severne obale Južne Amerike. Severno od Velikih Antilov je Lukajansko otočje, ki je večinoma obravnavano kot eno izmed otočij severnega dela Atlantskega oceana.
Veliki Antili so v kulturološkem smislu obravnavani kot del Latinske Amerike. Imajo približno 38 milijonov prebivalcev, kar je okrog šest odstotkov prebivalstva Latinske Amerike. Največje mesto je Santo Domingo, ki je glavno mesto Dominikanske republike in šteje več kot dva milijona prebivalcev. Ostala velika mesta so Havana, Port-au-Prince in San Juan. Indeks človekovega razvoja je najvišji na Kajmanjih otokih in Portoriku, najnižji pa v Haitiju.
Prebivalci Velikih Antilov govorijo jezike iz kolonialnih časov in kreolske jezike, ki temeljijo na teh. Španščina je glavni jezik Kube, Dominikanske republike in Portorika. Narodni jezik Haitija je haitijska kreolščina, ki temelji na francoščini ter je skupaj z njo uradni jezik v tej državi. Angleščina je glavni jezik Jamajke in Kajmanjih otokov. Na Jamajki govorijo tudi jamajško kreolščino, ki temelji na angleščini, vendar pa nima statusa uradnega jezika.